# 鶴舞 (名古屋市)
鶴舞（つるま、つるまい）は、愛知県名古屋市昭和区の町名。現行行政地名は鶴舞町および鶴舞一丁目から四丁目。住居表示は鶴舞が実施済み、鶴舞町は未実施。
町名としての読み方は「つるまい」であるが、施設の正式名称では後述のように「つるま」と「つるまい」が混在している。

## 地理
名古屋市昭和区北西端に位置し、西は中区千代田三〜五丁目、南は福江一丁目・白金一丁目・御器所一〜三丁目、北は千種区花田町に接する。
行政地名としては昭和区鶴舞および鶴舞町が存在するが、かつては中区千代田の一部が鶴舞町であった。残存する昭和区鶴舞町の大部分は、名古屋大学医学部附属病院の敷地である。昭和区鶴舞一丁目には鶴舞公園がある。

## 歴史

### 町名の由来

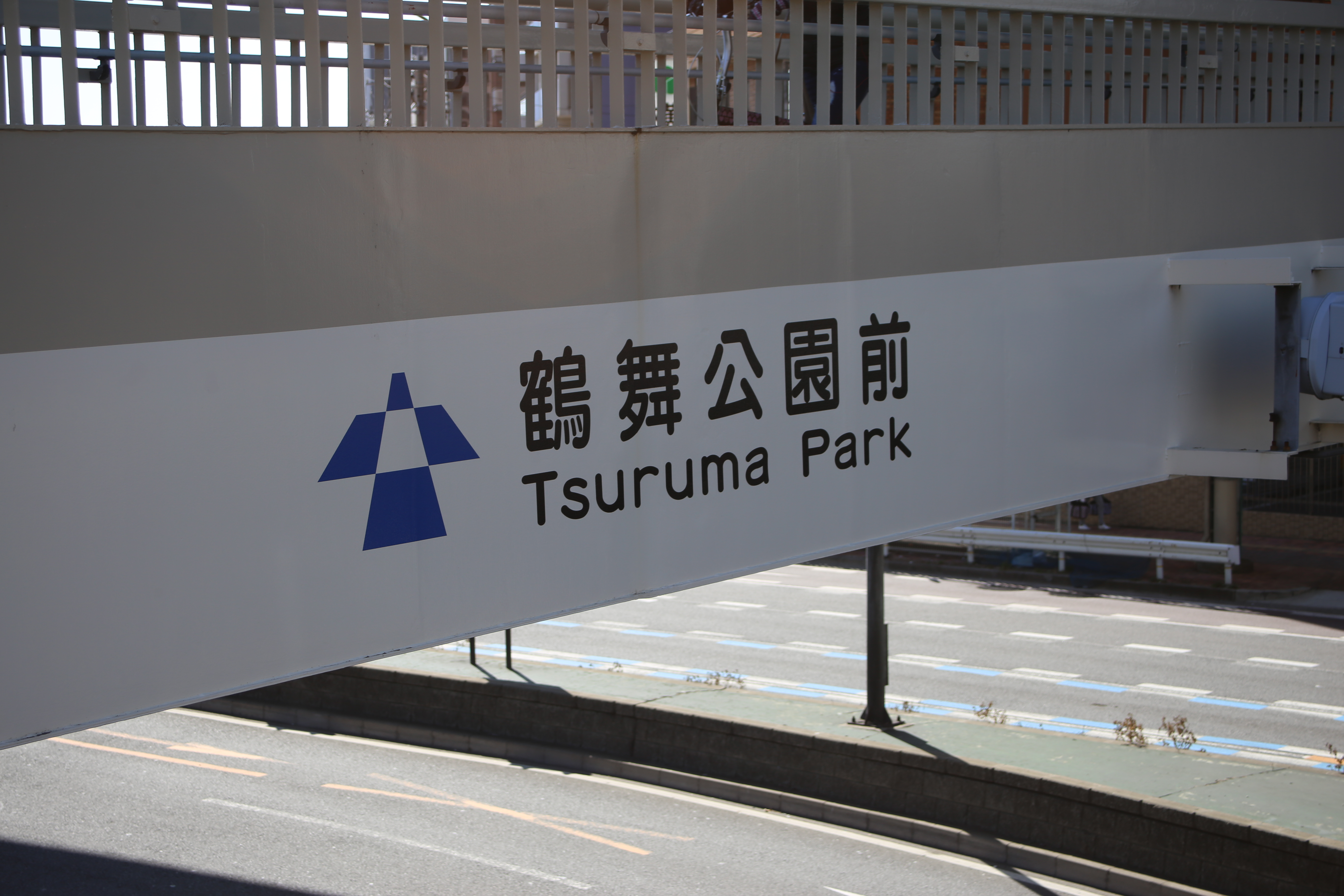
ローマ字で「ツルマ」の表記がある歩道橋

御器所町の小字名「東鶴舞」「西鶴舞」による。『名古屋市史』（1907年）は由来を不明であるとする。また、『金鱗九十九之塵』は、かつて当地が海辺であり、鶴が多くいたことによるという伝承を伝えている。このほか水流（つる）の間（水がよどむ場所の意味）が語源とする説もある。ただし、「水流間」説は鶴舞公園の竜ヶ池周辺の地形から提示されたものだが、字東鶴舞および西鶴舞の位置とは異なるという。

読みについては「つるまい」とも「つるま」とも読む。江戸後期に書かれた『尾張名陽図会』には以下のような記述がある。
江戸後期には既に「つるまい」とも「つるま」とも読まれていたらしい。1882年の『明治十五年愛知縣郡町村字名調』では、「東鶴舞」（ひかしつるまい）」「西鶴舞」（にしつるまい）と読み仮名を振っている。『日本 町字マスターデータセット』でも、御器所町の小字名として「西鶴舞」（にしつるまい）が登録されており、「つるまい」の方が正式な読みとして用いられてきた。
現行町名でも正式な読みは「つるまい」であるが、施設によって「つるま」（鶴舞公園・名古屋市立鶴舞小学校など）と「つるまい」（鶴舞駅など）が混在している。
| つるま   | 鶴舞公園・鶴舞中央図書館・名古屋市立鶴舞小学校 |
| つるまい | 鶴舞・鶴舞町・鶴舞線・鶴舞駅                   |

### 行政区画の変遷
大部分が江戸期まで御器所村の一部であった地域にあたる。
- 1909年（明治42年）10月1日 - 愛知郡御器所村大字御器所の一部（字木市・小針・竹戸・東寺・中古井田・西古井田・東古井田・東鶴舞・山崎の各一部[6]）を名古屋市中区へ編入し、同区鶴舞町として成立[7][1]。
- 1910年（明治43年） - 鶴舞公園にて第10回関西府県連合共進会が開催される[5]。
- 1911年（明治44年） - 県立愛知病院が当地に開設される[5]。
- 1918年（大正7年） - 鶴舞公園内において市立名古屋動物園が開園する[5]。
- 1928年（昭和3年） - 普通選挙法施行記念として普選記念壇が鶴舞公園内に設置される[5]。
- 1930年（昭和5年） - 名古屋市公会堂が竣工する[5]。
- 1937年（昭和12年）10月1日 - 中区鶴舞町の一部が昭和区に編入され同区鶴舞町が成立[8]。
- 1972年（昭和47年）8月1日 - 戦災復興土地区画整理が完成[5]し、以下の通り異動があった。
  - 昭和区鶴舞一丁目が、御器所町・鶴舞町・東郊通・狭間町・山脇町の各一部により成立[9]。
  - 昭和区鶴舞二丁目が、小針町の全部および御器所町・吸場町・東郊通の各一部により成立[9]。
  - 昭和区鶴舞三丁目が、島西町の全部および幸楽町・洲原町・鶴舞町・東郊通の各一部により成立[9]。
  - 昭和区鶴舞四丁目が、幸楽町・桜井町・洲原町・鶴舞町・山脇町の各一部により成立[9]。
  - 昭和区鶴舞町は、上記の通り鶴舞一丁目・同三丁目・同四丁目に編入[8]。
- 1977年（昭和52年）10月23日 - 中区鶴舞町は、千代田三丁目および同五丁目にそれぞれ編入され、消滅[1]。
- 1979年（昭和54年）5月5日 - 昭和区鶴舞町の一部が吹上一丁目に編入される[9]。

### 町名の変遷
| 実施後           | 実施年月日                 | 実施前 |
| ---------------- | -------------------------- | --- |
| 中区鶴舞町       | 1909年（明治42年）10月1日  | 愛知郡御器所村大字御器所の一部（字木市・小針・竹戸・東寺・中古井田・西古井田・東古井田・東鶴舞・山崎の各一部） |
| 昭和区鶴舞町     | 1937年（昭和12年）10月1日  | 中区鶴舞町の一部                                                                                               |
| 昭和区鶴舞一丁目 | 1972年（昭和47年）8月1日   | 昭和区御器所町・鶴舞町・東郊通・狭間町・山脇町の各一部                                                         |
| 昭和区鶴舞二丁目 | 1972年（昭和47年）8月1日   | 昭和区小針町の全部および御器所町・吸場町・東郊通の各一部                                                       |
| 昭和区鶴舞三丁目 | 1972年（昭和47年）8月1日   | 昭和区島西町の全部および幸楽町・洲原町・鶴舞町・東郊通の各一部                                                 |
| 昭和区鶴舞四丁目 | 1972年（昭和47年）8月1日   | 昭和区幸楽町・桜井町・洲原町・鶴舞町・山脇町の各一部                                                           |
| 中区千代田三丁目 | 1977年（昭和52年）10月23日 | 中区鶴舞町の全部                                                                                               |
| 中区千代田五丁目 | 1977年（昭和52年）10月23日 | 中区鶴舞町の全部                                                                                               |
| 昭和区吹上一丁目 | 1979年（昭和54年）5月5日   | 昭和区鶴舞町の一部                                                                                             |

## 世帯数と人口
2019年（平成31年）1月1日現在の世帯数と人口は以下の通りである。
| 町丁・丁目 | 世帯数    | 人口    |
| ---------- | --------- | ------- |
| 鶴舞町     | 162世帯   | 162人   |
| 鶴舞一丁目 | 93世帯    | 107人   |
| 鶴舞二丁目 | 760世帯   | 1,255人 |
| 鶴舞三丁目 | 664世帯   | 1,294人 |
| 鶴舞四丁目 | 781世帯   | 1,474人 |
| 計         | 2,460世帯 | 4,292人 |

## 学区
市立小・中学校に通う場合、学校等は以下の通りとなる。また、公立高等学校に通う場合、学区は以下の通りとなる。
| 町丁・丁目 | 番・番地等 | 小学校               | 中学校               | 高等学校 |
| ---------- | ---------- | -------------------- | -------------------- | -------- |
| 鶴舞町     | 全域       | 名古屋市立鶴舞小学校 | 名古屋市立北山中学校 | 尾張学区 |
| 鶴舞一丁目 | 全域       | 名古屋市立鶴舞小学校 | 名古屋市立北山中学校 | 尾張学区 |
| 鶴舞二丁目 | 全域       | 名古屋市立鶴舞小学校 | 名古屋市立北山中学校 | 尾張学区 |
| 鶴舞三丁目 | 全域       | 名古屋市立鶴舞小学校 | 名古屋市立北山中学校 | 尾張学区 |
| 鶴舞四丁目 | 全域       | 名古屋市立鶴舞小学校 | 名古屋市立北山中学校 | 尾張学区 |

## 交通

### 鉄道
昭和区鶴舞一丁目の西端にJR東海中央本線鶴舞駅がある。また、名古屋高速道路都心環状線が地区内を走る。名古屋市営地下鉄鶴舞線荒畑駅が昭和区鶴舞四丁目に所在する。ただし、同線鶴舞駅については、隣接する中区千代田二丁目に位置する。

### 周辺の道路
- 空港線（名古屋市道堀田高岳線）
- 大須通
- 葵町線（名古屋市道葵町線）
- 中央線西通
- 山王通（名古屋市道山王線）
- 名古屋高速道路都心環状線

## 施設

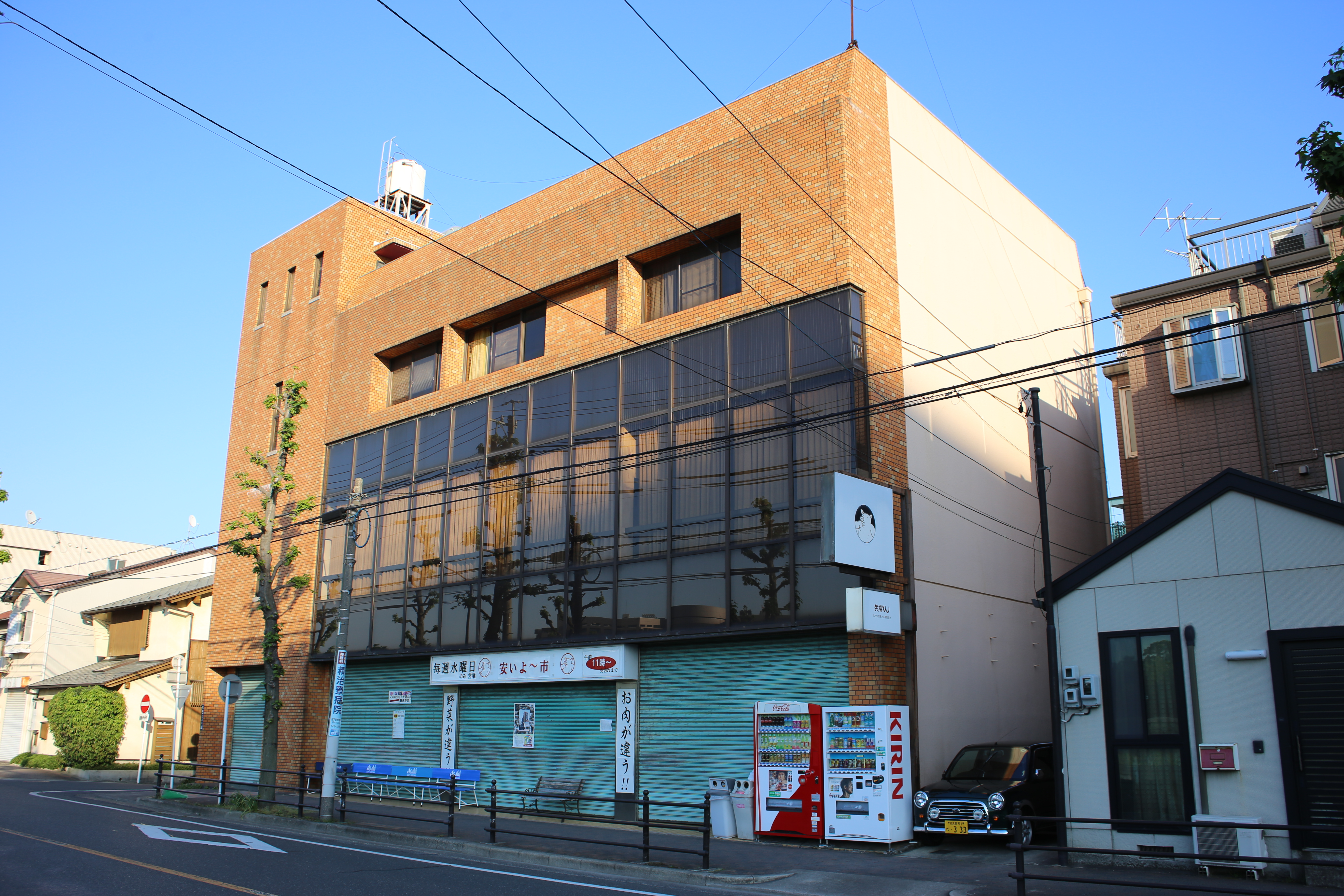
矢場とん安いよ～市

### 鶴舞一丁目
- 鶴舞公園
  - 名古屋市公会堂
  - 名古屋市鶴舞中央図書館
- 名古屋市立鶴舞小学校
- STATION Ai（愛知県勤労会館跡地）

### 鶴舞二丁目
- タニダ本社
- フィールコーポレーション本社

### 鶴舞三丁目
- 名古屋市立北山中学校

### 鶴舞町
- 名古屋大学 鶴舞キャンパス

## その他

### 日本郵便
- 集配担当する郵便局は以下の通りである[WEB 11]。

| 町丁   | 郵便番号 | 郵便局     |
| ------ | -------- | ---------- |
| 鶴舞   | 466-0064 | 昭和郵便局 |
| 鶴舞町 | 466-0065 | 昭和郵便局 |

### WEB
1. ↑  “愛知県名古屋市中区の町丁・字一覧”.   人口統計ラボ. 2016年2月12日閲覧。
2. 1 2  “町・丁目(大字)別、年齢(10歳階級)別公簿人口(全市・区別)”.   名古屋市 (2019年1月23日). 2019年1月23日閲覧。
3. 1 2  “郵便番号”.  日本郵便. 2019年1月6日閲覧。
4. 1 2  “郵便番号”.  日本郵便. 2019年1月6日閲覧。
5. ↑  “市外局番の一覧”.   総務省. 2019年1月6日閲覧。
6. ↑  “昭和区の町名一覧”.   名古屋市 (2015年10月21日). 2020年4月19日閲覧。
7. 1 2 3  “「鶴舞」つるま?つるまい? 呼称の由来探るシンポ検討”. 中日新聞. (2017年3月16日) 2017年3月17日閲覧。
8. ↑  日高奈緒 (2017年3月1日). “名古屋人が悩む「鶴舞」の読み、正解は…　元区長が新説” (日本語). 朝日新聞社 2017年3月17日閲覧。
9. ↑  “市立小・中学校の通学区域一覧”.   名古屋市 (2018年11月10日). 2019年1月14日閲覧。
10. ↑  “平成29年度以降の愛知県公立高等学校（全日制課程）入学者選抜における通学区域並びに群及びグループ分け案について”.   愛知県教育委員会 (2015年2月16日). 2019年1月14日閲覧。
11. ↑  郵便番号簿 平成29年度版 - 日本郵便. 2019年01月06日閲覧 (PDF)

### 書籍
1. 1 2 3  名古屋市計画局 1992, p. 787.
2. ↑  名古屋市計画局 1992, pp. 358–359.
3. ↑  名古屋市計画局 1992, p. 359.
4. 1 2 3 4  「角川日本地名大辞典」編纂委員会 1989, p. 1459.
5. 1 2 3 4 5 6 7 8  「角川日本地名大辞典」編纂委員会 1989, p. 854.
6. ↑  福岡清彦 1976, p. 4.
7. ↑  名古屋市計画局 1992, p. 317.
8. 1 2  名古屋市計画局 1992, p. 798.
9. 1 2 3 4 5  名古屋市計画局 1992, p. 799.